# Сонора (Калифорния)
Сонора (англ. Sonora) — город и окружной центр округа Туолумне, штат Калифорния. Кроме того, Сонора — единственный населённый пункт округа, имеющий статус города.

## История
Сонора, основанная мексиканскими шахтёрами, была названа в честь одноимённого штата на севере Мексики. Статус города присвоен 1 мая 1851 года.

## География
Координаты Соноры 37°59′04″ с. ш. 120°22′54″ з. д. . По данным Бюро переписи населения США, город имеет общую площадь в 7,972 км², из которых 7,936 км² составляет суша и 0,036 км² (или 0,45% площади) — водная поверхность.

## Климат
Окружной центр Сонора расположена в зоне средиземноморского климата.
| Показатель                    | Янв.  | Фев. | Март  | Апр. | Май  | Июнь | Июль | Авг. | Сен. | Окт. | Нояб. | Дек.  | Год   |
| ----------------------------- | ----- | ---- | ----- | ---- | ---- | ---- | ---- | ---- | ---- | ---- | ----- | ----- | ----- |
| Абсолютный максимум, °C       | 24    | 26   | 29    | 33   | 39   | 45   | 45   | 43   | 42   | 38   | 32    | 27    | 45    |
| Средний суточный максимум, °C | 12,5  | 14,4 | 16,9  | 20,3 | 25,1 | 30,1 | 34,7 | 33,9 | 30,4 | 24,4 | 17,5  | 13,1  | 22,8  |
| Средний суточный минимум, °C  | 0,8   | 1,9  | 3,3   | 5,4  | 8,2  | 11,5 | 14,8 | 14,1 | 11,5 | 7,3  | 3,4   | 1     | 6,9   |
| Абсолютный минимум, °C        | −11   | −9   | −7    | −4   | −4   | 1    | 4    | 4    | 1    | −4   | −6    | −13   | −13   |
| Норма осадков, мм             | 155,7 | 141  | 129,5 | 70,4 | 32,3 | 8,4  | 1    | 2    | 9,9  | 41,1 | 87,9  | 136,9 | 816,4 |
| Источник: Погода и климат     |       |      |       |      |      |      |      |      |      |      |       |       |       |

## Демография

### 2000 год
По данным Переписи населения 2000 года в Соноре проживало 4 423 человека, 1 046 семей, насчитывалось 2 051 домашнее хозяйство и 2 197 жилых домов со средней плотностью застройки 279,0 на км². Средняя плотность населения составляла около 561,8 человека на один квадратный километр. Расовый состав населённого пункта распределился следующим образом: 91,4% белых, 0,7% афроамериканцев, 1,5% коренных американцев, 1,2% азиатов, 0,1% выходцев с тихоокеанских островов, 2,0% представителей прочих рас, 3,1% смешанных рас. Испаноговорящие (всех рас) составили 8,4% от всех жителей города.
Из 2 051 домашнего хозяйства в 24,0% воспитывали детей в возрасте до 18 лет, 33,2% представляли собой совместно проживающие супружеские пары, в 14,0% семей женщины-домовладельцы проживали без мужей, 49,0% не имели семей. 40,3% от общего числа домохозяйств на момент переписи жили самостоятельно, при этом 15,0% составили одинокие пожилые люди в возрасте 65 лет и старше. Средний размер домашнего хозяйства составил 2,06 человек, а средний размер семьи — 2,75 человек.
Население города по возрастному диапазону распределилось следующим образом: 20,4% — жители младше 18 лет, 9,5% — между 18 и 24 годами, 26,3% — от 25 до 44 лет, 23,5% — от 45 до 64 лет и 20,4% — в возрасте 65 лет и старше. Средний возраст жителей составил 41 год. На каждые 100 женщин в Соноре приходилось 82,8 мужчин, при этом на 100 совершеннолетних женщин приходилось уже 77,1 мужчин сопоставимого возраста.
Средний доход на одно домашнее хозяйство города составил 28 858 долларов США, а средний доход на одну семью — 39 722 доллара. При этом мужчины имели средний доход в 40 958 долларов США в год против 26 111 долларов среднегодового дохода у женщин. Доход на душу населения составил 19 248 долларов в год. 16,9% от всего числа семей в населённом пункте и 10,9% от всей численности населения находилось на момент переписи за чертой бедности, из которых 22,8% составляли жители младше 18 и 7,2% старше 65 лет.

### 2010 год
По данным Переписи населения 2010 года в Соноре проживало 4 903 человека. Средняя плотность населения составляла около 615,0 человек на один квадратный километр. Расовый состав населённого пункта распределился следующим образом: 89,8% белых, 0,5% афроамериканцев, 1,9% коренных американцев, 1,6% азиатов, 0,2% выходцев с тихоокеанских островов, 1,7% представителей прочих рас, 4,2% смешанных рас. Испаноговорящие (всех рас) составили 11,1% от всех жителей города.
Из 2 199 домашних хозяйств в 25,6% воспитывали детей в возрасте до 18 лет, 31,3% представляли собой совместно проживающие супружеские пары, в 14,0% семей женщины-домовладельцы проживали без мужей, а в 5,3% — мужчины-домовладельцы без жён, 8,7% составили разнополые пары, не состоящие в браке, 0,5% — однополые супружеские пары. Средний размер домашнего хозяйства составил 2,10 человек, а средний размер семьи — 2,77 человек.
Население города по возрастному диапазону распределилось следующим образом: 19,9% — жители младше 18 лет, 10,7% — между 18 и 24 годами, 25,8% — от 25 до 44 лет, 27,0% — от 45 до 64 лет и 16,6% — в возрасте 65 лет и старше. Средний возраст жителей составил 39,7 лет. На каждые 100 женщин в Соноре приходилось 93,0 мужчин, при этом на 100 совершеннолетних женщин приходилось уже 89,9 мужчин сопоставимого возраста.